# أوراني (سردينيا)
أوراني، (بالإنجليزية: Orani)، (سردينيا: Orane)، هي بلدية في مقاطعة نوورو، في إقليم سردينيا الإيطالي، وتقع على بعد حوالي 110 كم (68 ميل) شمال كالياري، وحوالي 15 كم (9 ميل) جنوب غرب نوورو. اعتبارا من 31 ديسمبر 2004 ، كان عدد سكان أوراني 3,113 نسمة وتبلغ مساحتها 130.8 كيلومتر مربع (50.5 ميل مربع).

## السكان
في سنة 1861 بلغ عدد السكان 2٬381 نسمة، وتطور العدد ليصل في سنة 2011 لـ 3٬007 نسمة.
يظهر هذا المخطط البياني تطور النمو السكاني لـ أوراني (سردينيا)